# Arquidiócesis de Mandalay
La arquidiócesis de Mandalay (en latín: Archidioecesis Mandalayensis y en birmano: မန္တလေးကက်သလစ်ဂိုဏ်းချုပ်သာသနာ) es una circunscripción eclesiástica de la Iglesia católica en Birmania. Se trata de una arquidiócesis latina, sede metropolitana de la provincia eclesiástica de Mandalay. Desde el 25 de abril de 2019 su arzobispo es Marco Tin Win. 

## Territorio y organización
La arquidiócesis tiene 212 407 km² y extiende su jurisdicción sobre los fieles católicos de rito latino residentes en la parte sur de la región de Sagaing, prácticamente toda la región de Mandalay y la parte este de la región de Magway.
La sede de la arquidiócesis se encuentra en la ciudad de Mandalay, en donde se halla la Catedral del Sagrado Corazón.
En 2021 en la arquidiócesis existían 38 parroquias.
La arquidiócesis tiene como sufragáneas a las diócesis de: Banmaw, Hakha, Kalay, Lashio, Mindat y Myitkyina.

## Historia
El vicariato apostólico de Birmania Central fue erigido el 27 de noviembre de 1866 mediante el breve Summum ecclesiae del papa Pío IX, tras la división del vicariato apostólico de Birmania (hoy arquidiócesis de Yangón). La misión de evangelizar el territorio fue encomendada a los misioneros franceses de la Sociedad de las Misiones Extranjeras de París.
El 19 de julio de 1870, mediante el breve Quod Catholici nominis del papa Pío IX, el vicariato apostólico de Birmania Central tomó el nombre de vicariato apostólico de Birmania Septentrional.
El 5 de enero de 1939 cedió una parte de su territorio para la erección de la prefectura apostólica de Bhamo (hoy diócesis de Myitkyina) y asumió al mismo tiempo el nombre de vicariato apostólico de Mandalay mediante la bula Birmaniae Septemtrionalis del papa Pío XI.
El 1 de enero de 1955 el vicariato apostólico fue elevado al rango de arquidiócesis metropolitana mediante la bula Dum alterna del papa Pío XII.
El 21 de noviembre de 1992 cedió otra porción de su territorio para la erección de la diócesis de Hakha.
El 25 de enero de 2025 recibió como sufragánea a la diócesis de Mindat, erigida ese día por el papa Francisco.

## Estadísticas
Según el Anuario Pontificio 2022 la arquidiócesis tenía a fines de 2021 un total de 21 461 fieles bautizados.
| Año                                                                             | Población            | Población  | Población      | Sacerdotes | Sacerdotes    | Sacerdotes    | Bautizados por sacerdote | Diáconos permanentes | Religiosos | Religiosos | Parroquias |
| Año                                                                             | Bautizados católicos | Total      | % de católicos | Total      | Clero secular | Clero regular | Bautizados por sacerdote | Diáconos permanentes | Varones    | Mujeres    | Parroquias |
| ------------------------------------------------------------------------------- | -------------------- | ---------- | -------------- | ---------- | ------------- | ------------- | ------------------------ | -------------------- | ---------- | ---------- | ---------- |
| 1950                                                                            | 14 000               | 5 000      | 0.3            | 44         | 38            | 6             | 318                      |                      | 20         | 97         | 22         |
| 1970                                                                            | 35 377               | 5 700 000  | 0.6            | 35         | 30            | 5             | 1010                     |                      | 9          | 86         | 35         |
| 1980                                                                            | 57 000               | 6 130 000  | 0.9            | 29         | 24            | 5             | 1965                     |                      | 8          | 89         | 5          |
| 1990                                                                            | 70 226               | 11 260 000 | 0.6            | 53         | 50            | 3             | 1325                     |                      | 12         | 116        | 15         |
| 1999                                                                            | 22 000               | 17 000     | 0.1            | 35         | 29            | 6             | 628                      |                      | 23         | 143        | 19         |
| 2000                                                                            | 23 807               | 17 000     | 0.1            | 37         | 31            | 6             | 643                      |                      | 36         | 91         | 19         |
| 2001                                                                            | 21 681               | 15 000     | 0.1            | 31         | 25            | 6             | 699                      |                      | 29         | 99         | 20         |
| 2002                                                                            | 22 809               | 15 000     | 0.2            | 31         | 25            | 6             | 735                      |                      | 84         | 90         | 20         |
| 2003                                                                            | 23 119               | 15 000     | 0.2            | 37         | 31            | 6             | 624                      |                      | 25         | 84         | 23         |
| 2004                                                                            | 22 511               | 15 000     | 0.2            | 48         | 40            | 8             | 468                      |                      | 25         | 126        | 30         |
| 2013                                                                            | 20 143               | 9 436 000  | 0.2            | 64         | 42            | 22            | 314                      |                      | 56         | 118        | 32         |
| 2016                                                                            | 21 485               | 9 678 773  | 0.2            | 73         | 47            | 26            | 294                      | 1                    | 60         | 98         | 35         |
| 2019                                                                            | 22 321               | 9 666 650  | 0.2            | 92         | 57            | 35            | 242                      |                      | 68         | 12         | 35         |
| 2021                                                                            | 21 461               | 9 837 480  | 0.2            | 74         | 56            | 18            | 290                      |                      | 40         | 12         | 38         |
| Fuente: Catholic-Hierarchy, que a su vez toma los datos del Anuario Pontificio. |                      |            |                |            |               |               |                          |                      |            |            |            |

## Episcopologio
- Charles Arsène Bourdon, M.E.P. † (1 de octubre de 1872[nota 1] -1 de mayo de 1887 renunció)
- Pierre-Ferdinand-Adrien Simon, M.E.P. † (24 de febrero de 1888[nota 2] -20 de julio de 1893 falleció)
- Antoine-Marie-Joseph Usse, M.E.P. † (22 de diciembre de 1893[nota 3] -31 de marzo de 1900 renunció)
  - Sede vacante (1900-1906)
- Marie-Eugène-Auguste-Charles Foulquier, M.E.P. † (18 de agosto de 1906[nota 4] -27 de junio de 1929 renunció)
- Albert-Pierre Falière, M.E.P. † (25 de junio de 1930-19 de diciembre de 1959 renunció[nota 5])
- John Joseph U Win † (19 de diciembre de 1959-29 de mayo de 1965 falleció)
- Aloysius Moses U Ba Khim † (9 de agosto de 1965-10 de octubre de 1978 falleció)
- Alphonse U Than Aung † (25 de septiembre de 1978-1 de marzo de 2002 renunció)[nota 6]
  - Charles Maung Bo, S.D.B. (1 de marzo de 2002-24 de mayo de 2003) (administrador apostólico)
- Paul Zingtung Grawng † (24 de mayo de 2003-3 de abril de 2014 retirado)
- Nicholas Mang Thang (3 de abril de 2014 por sucesión-25 de abril de 2019 retirado)
- Marco Tin Win, desde el 25 de abril de 2019